# Prasinocyma punctifimbria
Prasinocyma punctifimbria là một loài bướm đêm trong họ Geometridae.